# Pietro Germano
Pietro Germano (Cigliano, 8 gennaio 1920 – Biella, 19 ottobre 1982) è stato un politico e partigiano italiano.

## Biografia
Sottotenente di complemento di Fanteria, durante la Seconda guerra mondiale era stato decorato di Medaglia d’argento. Dopo l’armistizio, col nome di battaglia di “Gandhi”, fu attivo nella Resistenza in provincia di Vercelli, divenendo comandante della 75ª Brigata Garibaldi e poi della V Divisione Garibaldi. Nel febbraio del 1945 fu tra i protagonisti della battaglia di Sala Biellese.
È stato senatore per il Partito Comunista Italiano nella VI legislatura della Repubblica Italiana, dal 1972 al 1976.
Muore all'età di 62 anni, nell'ottobre 1982.